# Mostno
Mostno [ˈmɔstnɔ] (trước đây là Kerstenbrügge của Đức) là một ngôi làng thuộc khu hành chính của Gmina Dębno, thuộc quận Myślibórz, West Pomeranian Voivodeship, ở phía tây bắc Ba Lan. Nó nằm khoảng 5 kilômét (3 mi) phía đông Dębno, 22 km (14 mi) phía nam Myślibórz và 76 km (47 mi)     phía nam thủ đô khu vực Szczecin.
Trước năm 1945, khu vực này là một phần của Đức. Đối với lịch sử của khu vực, xem Lịch sử của Pomerania.
Làng có dân số 206 người.